# Banyudono (Dukun)
Banyudono is een bestuurslaag in het regentschap Magelang van de provincie Midden-Java, Indonesië. Banyudono telt 5067 inwoners (volkstelling 2010).